# Musselburgh
Musselburgh est la principale ville de l'East Lothian, en Écosse. Elle est située sur le Firth of Forth et compte 21 900 habitants.

## Histoire
En 80 apr.J-C. Les Romains ont construit une forteresse à Inveresk. Un pont piéton d'origine romaine 'roman bridge' se situe à Musselburgh en centre-ville.
Musselburgh est devenue un Burgh (en 1315), avant Édimbourg, selon une rime ancienne.
En 1332 Thomas Randolph est mort, après avoir longuement reçu les soins des habitants. Son successeur leur a proposé une récompense, mais ils l'ont refusée en disant qu'il ne s'agissait que leur devoir. Ainsi il leur confia la devise de la ville 'Honestas.'   
En 1547 La bataille de Pinkie Cleugh a eu lieu à proximité de la ville.
En 1745 Charles Edouard Stuart a utilisé le Château de Pinkie pour soigner ses blessés après la bataille de Prestonpans. Le château avait aussi reçu le roi Charles I au XVIIe siècle.

## Sites
- Hippodrome d'Édimbourg Musselburgh

## Personnalités
- David Macbeth Moir (1798-1851), écrivain et médecin,
- John White (1938-1964), footballeur international, y est né.